# Parque nacional de Oulanka

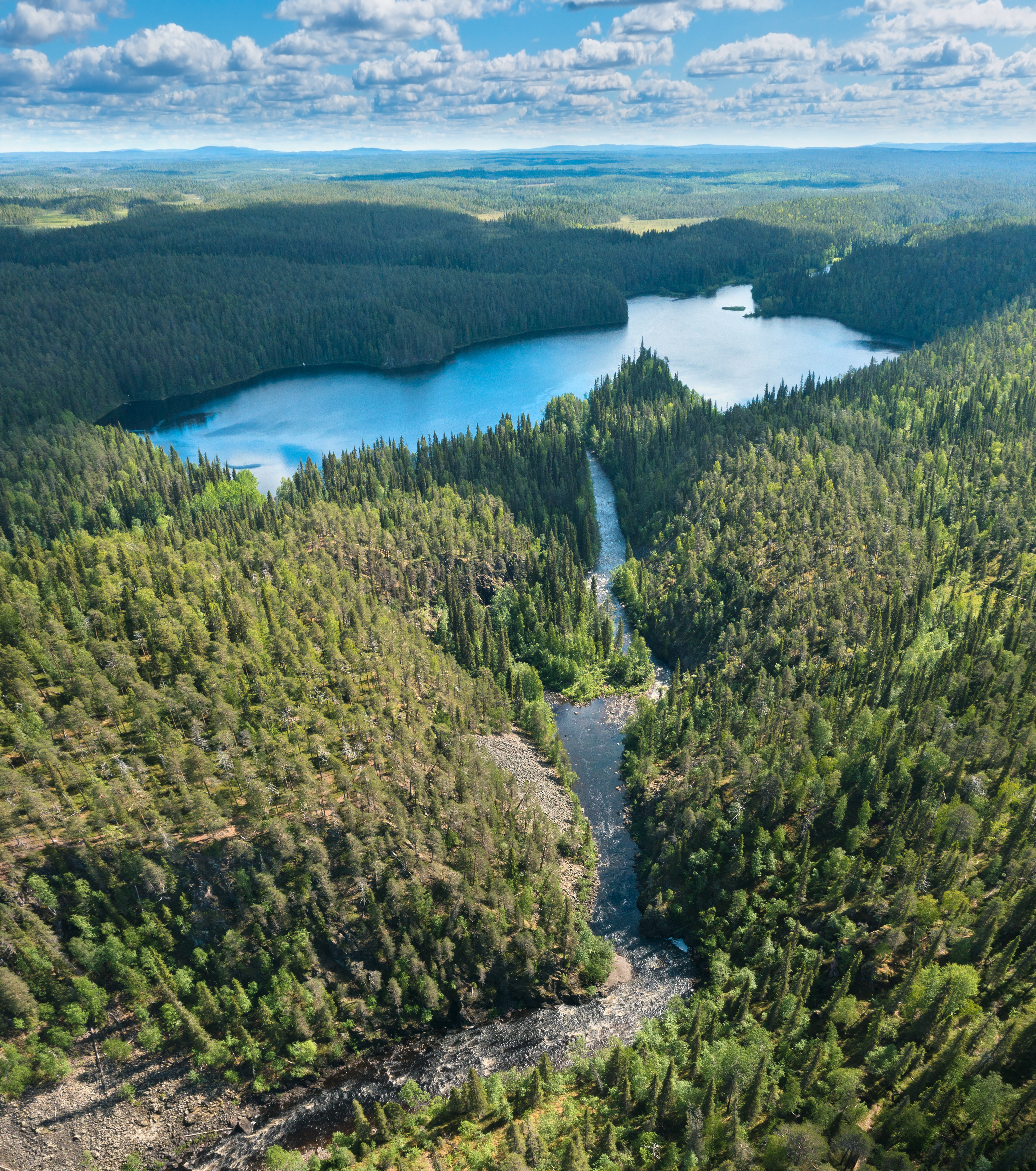
Garganta del río Oulankajoki y lago Savilampi en el Parque nacional de Oulanka

El Parque nacional de Oulanka (finlandés: Oulangan kansallispuisto) se encuentra en las regiones de Ostrobotnia del Norte y Laponia, en Finlandia, Tiene una extensión de 270 km². El parque se estableció en 1956 y se amplió en 1982 y 1989. Limita con el Parque nacional Paanajärvi en Rusia.

## Historia
Los primeros habitantes de la zona fueron los sami de Laponia que vivieron aquí hasta finales del siglo XVII, que fue cuando tuvieron que dar paso a los colonos finlandeses. Aunque la caza, la pesca y más tarde la agricultura fue la ocupación principal de las personas que vivieron allí, hoy en día la actividad más destacada en Oulanka es el turismo. Desde la década de 1930, la Asociación de Turismo de Finlandia mantuvo barcos en el río y renovó las cabañas de madera que se encuentran en todo el parque para fines de alojamiento. Estas cabañas pueden ser utilizadas de forma gratuita por cualquier excursionista de la zona, siempre que se sigan unas pautas y normas básicas en cuanto al estado de las Cabañas, el suministro de madera y la protección de la naturaleza circundante.
Desde 2002, Oulanka fue el primero de los dos parques nacionales finlandeses que se convirtieron en parte del Fondo Mundial para la Naturaleza, siendo el otro el Parque nacional del Archipiélago Marino.

## Características
El parque nacional de Oulanka es una combinación única y versátil de la naturaleza del norte, sur y este. El paisaje está formado por bosques de pinos, valles fluviales con bancos de arena y rápidos, y, en el norte, hay vastas turberas y ciénagas. Tiene un ecosistema fluvial único y es un ejemplo de un bosque boreal intacto y no talado, cerca del círculo polar ártico, que está protegido por el Fondo Mundial para la Naturaleza del pastoreo intensivo de renos. La zona es rica en especies animales y vegetales, incluso en peligro de extinción. Cerca del centro de visitantes se encuentra el Centro de Investigación Oulanka, que forma parte del Instituto Thule y se estableció en 1966 para facilitar la investigación en ciencias biológicas y geológicas. El centro de investigación también ofrece sus instalaciones para visitas de turistas o senderistas durante las temporadas menos concurridas.

## Flora y fauna
Junto con la accidentada geografía y los variados microclimas, la ubicación del parque es también una de las principales razones de la gran variedad de plantas y árboles, con más de 500 especies de plantas vasculares en el área. Existe una superposición entre las especies del norte y del sur en cuanto a su distribución, y numerosas especies del este de Finlandia tienen aquí sus puestos de avanzada más occidentales. Oulanka tiene un suelo rico en nutrientes, lo que lo hace ideal para la flora rara y exigente que se encuentra aquí. El valle del río Oulanka fue una ruta de dispersión muy importante para varias especies provenientes del este de Finlandia, después de la última glaciación. A fines del verano, el parque está lleno de arándanos, hongos, y orquídeas como Calypso bulbosa, una de las flores más populares de la zona.
Los lechos de los ríos y las praderas aluviales albergan especies raras de mariposas, y más de cien especies diferentes de aves tienen su hogar en el parque. Los prados se gestionan de forma tradicional, y el pastoreo de renos continúa prosperando dentro del parque, aunque está restringido a los habitantes de la zona. En el parque también hay pájaros raros como el arrendajo siberiano y los urogallos, que son aficionados a los bosques ricos en hierbas del parque. Las especies en peligro de extinción como el oso, el lince y el glotón también encuentran su hogar en Oulanka, junto con el alce y otros animales.

## Excursionismo
Oulanka es uno de los parques nacionales más populares de Finlandia. La conocida ruta de senderismo finlandesa, Karhunkierros (80 km), se encuentra en el parque nacional y es accesible durante todo el año. Otras rutas incluyen Little Bear Trail (12 km), Keroharju Hiking Trail (17 km) y otros senderos naturales más pequeños como Rytisuo Nature Trail (5 km), Hiidenlampi Nature Trail (5 km) y Kiutaköngäs Day-trip Trail (8 kilómetros). Hay varias áreas para acampar, chimeneas designadas, cabañas de madera y botes que están disponibles para el público. También hay algunos senderos de invierno, que incluyen el Rytisuo Snowshoeing Trail (7,5 km) o el Oulanka Wilderness Trail, de Juuma a Kiutaköngäs (26 km) que también se pueden explorar con esquís, raquetas de nieve o incluso motos de nieve. Otras actividades incluyen piragüismo o ciclismo por algunas rutas. A los visitantes se les permite recolectar bayas y hongos, pero no se les permite cazar o pescar sin una licencia.